# LHI Leasing
LHI Leasing GmbH est une Société Anonyme à Responsabilité Limitée (SARL) allemande spécialisée dans le leasing dont le siège est installé à Munich. La société LHI Leasing a été créée en 1973. Depuis plus de 30 ans, cette société structure des solutions de financement pour les sociétés et les investisseurs.
LHI Leasing possède des filiales à Munich, Pöcking, Düsseldorf, Mannheim, Stuttgart, Hambourg et a étendu ses activités à un niveau international, à Moscou et à Varsovie.
La filiale russe de LHI Leasing installée à Moscou embauche 212 personnes. Une filiale existe également en Pologne, installée à Varsovie, qui emploie 24 personnes. Cette filiale, qui dispose d’une réserve de crédit de 1,1 milliard d’euros, est actuellement numéro un sur le marché polonais du crédit immobilier.